# بيورين للطاقة
بيورين للطاقة هي شركة بريطانية للتنقيب عن النفط وإنتاجه تأسست في عام 1994 من قبل فينيان اسيوليفان الذي شغل منصب الرئيس التنفيذي للشركة ، ومؤخراً رئيسًا. بدأت الشركة في الأصل كشركة نقل نفط في منطقة بحر قزوين ، لكنها تنوعت لاحقًا في إنتاج النفط في تركمانستان ، وفي عام 2002 استحوذت على تاكوما ريسورسز ، وهي شركة تعمل على تطوير احتياطيات النفط في جمهورية الكونغو .
استثمرت شركة الأسهم الخاصة الروسية شركاء بارينج فوستوك كابيتال 27 مليون دولار في الشركة في عام 2000. طرحت الشركة في بورصة لندن في أواخر عام 2003 ، وكانت جزءًا من مؤشر فوتسي 250. في فبراير 2005، استحوذت الشركة على حصة 26٪ في الهند شركة هندوستان التنقيب عن النفط،  وكان منحت عقدين للتنقيب في مصر . وسعت الشركة عمليات الاستكشاف إلى اليمن وعمان في يناير 2006.
في 30 نوفمبر 2007 ، وافق بيورن على الاستحواذ عليها من قبل شركة الطاقة الإيطالية إني في صفقة تقدر الشركة بمبلغ 1.73 مليار جنيه إسترليني. سيطرت إيني على الشركة في فبراير 2008  ثم قامت بشطب أسهمها من البورصة. تم دمج عمليات بيورن بالكامل في عمليات إني.

## روابط خارجية
- الموقع الرسمي
- عزم بورين على الحفر حيث يخشى الآخرون أن يخطوهم[وصلة مكسورة] ، مقال صنداي تايمز ، 5 مارس 2006.